# Mangaung
Mangaung est l'une des huit municipalités métropolitaines d'Afrique du Sud. Elle est située dans la province de l'État-Libre et regroupe les villes de Bloemfontein, Thaba 'Nchu et Botshabelo.
Ancienne municipalité locale constituée en 2000 et située au sein du district de Motheo, elle a été érigée en municipalité métropolitaine en 2011. En aout 2016, elle absorbe dans son périmètre la municipalité locale de Naledi.

## Population urbaine 2001 des constituants de la municipalité de Mangaung
Lors du recensement du 09/10/2001 les populations des principales zones urbaines de la municipalité de Mangaung étaient les suivantes :
| zone urbaine        | population urbaine 2001 |
| ------------------- | ----------------------- |
| Bloemfontein        | 96 844                  |
| Mangaung (Township) | 175 724                 |
| Botshabelo          | 169 313                 |
| Thaba Nchu          | 66 897                  |
| Opkoms              | 15 397                  |
| Peter Swart         | 10 002                  |
| Rodenbeck           | 7 837                   |
| Sonskyn             | 3 630                   |
| Total MANGAUNG      | 545 644                 |

## Administration

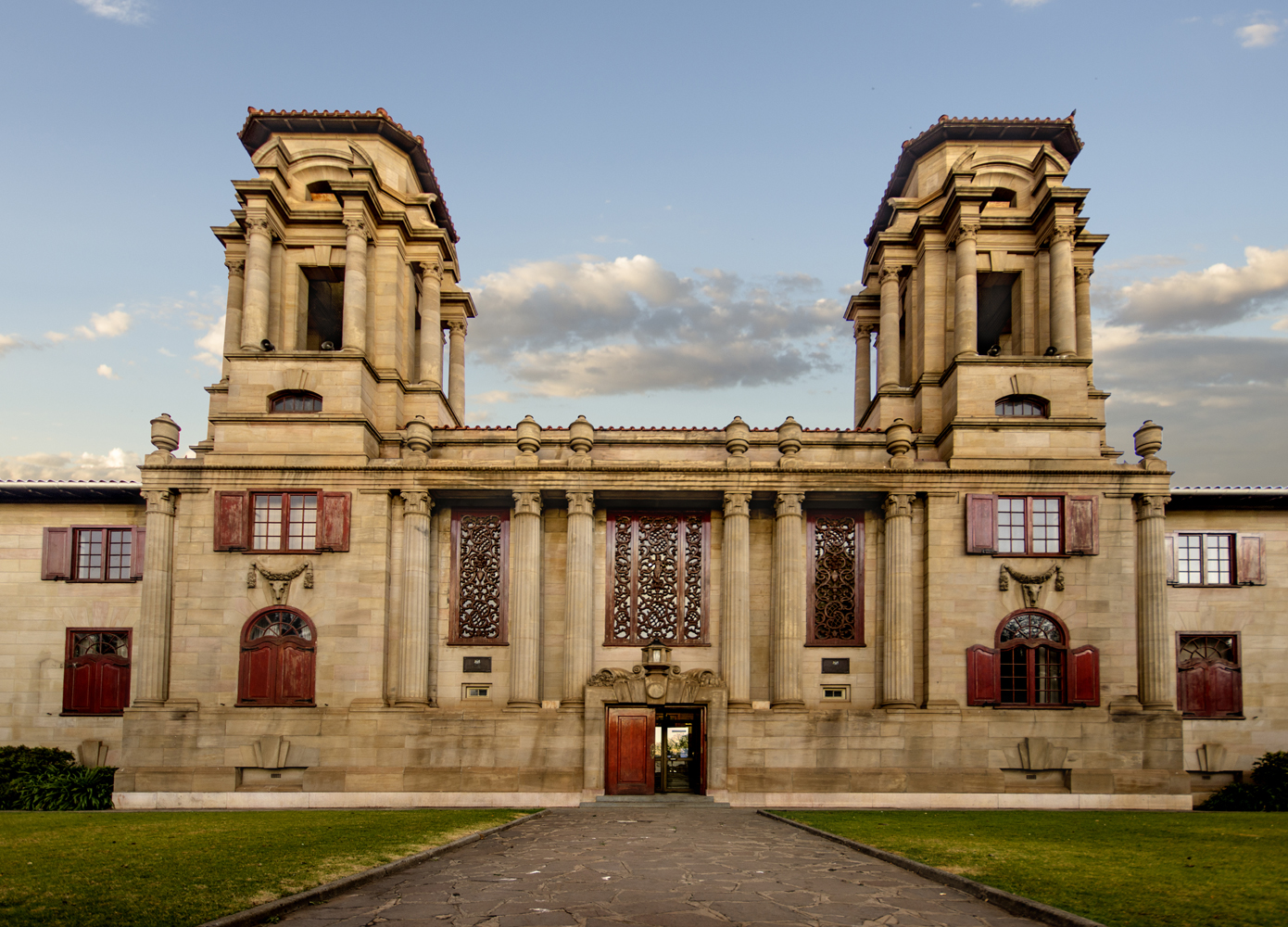
Hôtel de ville de Bloemfontein

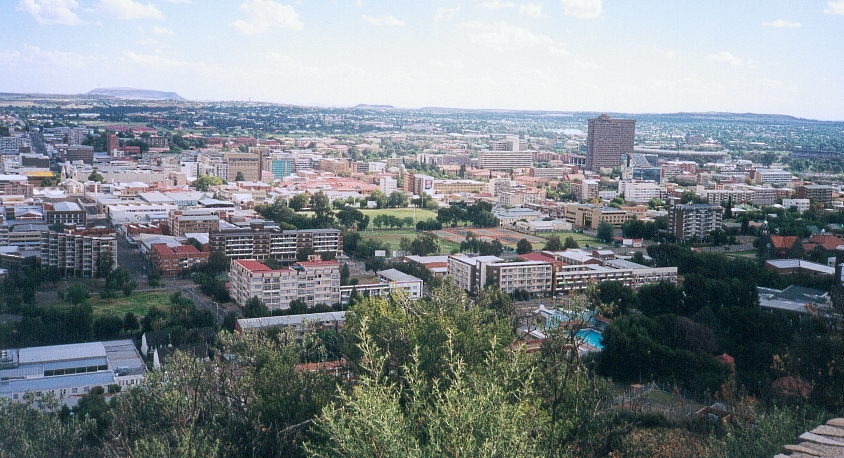
Panorama de Bloemfontein depuis Naval Hill

### Municipalité de Bloemfontein
Municipalité depuis 1880, Bloemfontein a longtemps été une ville conservatrice avec un conseil municipal dominé d'abord par le parti sud-africain, puis par le parti uni dans les années 1930 et 1940 avant de l'être par le parti national. Jusqu'en 1995, le conseil municipal élisait chaque année l'un de ses membres pour exercer la fonction de maire : 
| Maire                                         | Mandat                     | Parti |
| --------------------------------------------- | -------------------------- | ----- |
| Robert Innes (1842-1896)                      | 1880-1881                  |       |
|                                               |                            |       |
| Stephen Goddard                               | avril 1883 à mars 1885     |       |
|                                               |                            |       |
| Robert Innes (1842-1896)                      | 1887-1890                  |       |
| Berhard Otto Kellner (1836-1918)              | 1891 à avril 1896          |       |
| S.P.J Sowden (-1898)                          | avril 1896 à janvier 1898  |       |
| Charles (Charlie) Gustav Fichardt (1870-1923) | mars 1898 à septembre 1898 |       |
| Berhard Otto Kellner (1836-1918)              | septembre 1898 à 1902      |       |
|                                               |                            |       |
| William Sankey Hosty Reid                     | 1905 à 1906                |       |
| Wolff Ehrlich (1855-1924)                     | 1906 à septembre 1907      |       |
| C.L. Botha                                    | septembre 1907 à 1908      |       |
| Albert Edward Parfitt (1865-1943)             | 1909-1910                  |       |
| Wolff Ehrlich (1855-1924)                     | 1911 à 1912                |       |
| Ivan Haarburger (1869-1933)                   | 1912 à 1914                |       |
| Pieter Jacobus van Breda Faure (1886-1947)    | 1914 à 1915                |       |
|                                               |                            |       |
| D.A Thomson                                   | avril 1918 à mars 1920     |       |
| Lionel Nathan                                 |                            |       |
| D. Urquhart                                   | avril 1923 à mars 1924     |       |
| John A. Reid                                  | 1924 à 1925                |       |
| H.J. Steyn                                    | 1926                       |       |
| L.W. Deane                                    | avril 1927 à mars 1928     |       |
| John Stuart Franklin (1887-1959)              | 1928 à 1929                |       |
| Solomon Harris                                | 1929 à 1930                |       |
| Edmund Maree de Beer (1892-1961)              | 1930 à 1932                |       |
| R.C. Streeten                                 | 1932 à 1933                |       |
| James Bernard Dersley (1878-1938)             | 1933 à 1934                |       |
| A. C. White                                   | 1935                       |       |
|                                               |                            |       |
| William Fodd Prophet (-1959)                  | 1938                       |       |
| Charles John Sutton (1884-1944)               | 1940 à 1941                |       |
| C.E. Kidger                                   | 1941 à 1942                |       |
|                                               |                            |       |
| John Stuart Franklin (1887-1959)              | 1944 à 1945                |       |
| J.G. Benadé                                   | 1947                       |       |
| Johannes Willem J.C. (Sand) Du Plessis        | 1949 à 1950                |       |
| Olive Grinter                                 |                            |       |
| T. J. van Blerk                               |                            |       |
|                                               |                            |       |
| A. Hudson,                                    | 1954                       |       |
|                                               |                            |       |
| Christian Hattingh de Wet (1892-1962)         | 1956 à 1958                |       |
| A.D. Viljoen                                  | 1959                       |       |
| J. N. R. van Rhyn                             |                            |       |
| W. J. Viljoen                                 |                            |       |
| Johannes Mattheus Barnard Faure (1908-1992)   | 1974                       |       |

| # | Nom                           | Parti | Mandat                         |
| - | ----------------------------- | ----- | ------------------------------ |
|   | Koos van der Walt             |       | 1977-1978                      |
|   | Norman Doubell                |       | 1978-1979                      |
|   | Christo Groenewald (1920-2017 | NP    | 1979-1980                      |
|   | Willie Conradie               |       |                                |
|   | Ryno Kriel                    |       | 1981-1982                      |
|   | Ewald Fichardt (1931-1997)    |       | 1982-1983                      |
|   | Johan Ströhfeldt              |       | 1984-1985                      |
|   | Colin Kenneth Hickling        |       | 1985-1986                      |
|   | Voet du Plessis               |       | 1986-1987                      |
|   | Job Pretorius                 |       | (avril-octobre 1987)           |
|   | Neels Neuhoff                 |       | 1987-1988                      |
|   | Frik Jankowitz                |       | 1988-1989                      |
|   | Norman Doubell                |       | 1989-1990                      |
|   | Henri Lerm                    | NP    | 1990-1991                      |
|   | Henry Symington               |       | 1991-1992                      |
|   | André Burger                  |       | 1992-1993                      |
|   | Louis Wessels (-2016)         |       | 1993-1994                      |
|   | Pieter Vorster                |       | (novembre 1994 à octobre 1995) |
|   | Jani Mohapi (1933-2017)       | ANC   | 1995-2000                      |

### Maires de Manguang
En 2000, à la suite de la réorganisation des municipalités, la zone métropolitaine de Bloemfontein constituée principalement des villes et localités de Bloemfontein, Thaba 'Nchu et Botshabelo devient la municipalité locale de Mangaung puis une municipalité métropolitaine en 2011.
|   | Nom                                | Parti                                 | Mandat                                      |
| - | ---------------------------------- | ------------------------------------- | ------------------------------------------- |
| 1 | Pappi Mokoena                      | ANC                                   | 2001-2005                                   |
|   | Eva Moiloa                         | ANC                                   | Intérim du 18 octobre 2005 au 1er mars 2006 |
| 2 | Getrude Mothupi                    | ANC                                   | 2006-2008                                   |
| 3 | France Kosinyane "Playfair" Morule | ANC                                   | 2008-2011                                   |
| 4 | Thabo Manyoni                      | ANC                                   | 2011-2016                                   |
| 5 | Olly Mlamleli                      | ANC                                   | 18 aout 2016 au 14 aout 2020                |
|   | Lebohang Masoetsa                  | ANC                                   | Intérim                                     |
| 6 | Mxolisi Siyonzana                  | ANC                                   | du 16 aout 2021 au 6 mars 2023              |
| 7 | Papi Mokoena                       | Afrikan Alliance For Social Democrats | depuis le 14 avril 2023                     |

### Personnalités liées à Mangaung
- Flaxman Qoopane, écrivain